# Daiči
Daiči (japonsky だいち, anglický přepis Daichi, tj. Země nebo pevnina), předstartovní označení ALOS (z anglického názvu Advanced Land Observing Satelllite) je japonská družice pro dálkový průzkum Země. Postavilo ji středisko JAXA v Cukubě (Tsukuba Space Center, TKSC). Provozovatelem je JAXA Earth Observation Research and Application Center (EORC), Tokio (Japonsko) pro kosmickou agenturu Japan Aerospace Exploration Agency (JAXA, dříve NASDA), Tokio (Japonsko). Na sběru, zpracování a archivaci dat se podílejí též Evropská kosmická agentura (ESA), Paříž (Francie) (pro oblast Evropy a Afriky), Národní úřad pro oceán a atmosféru (NOAA), Washington, DC (USA) (pro oblast Severní a Jižní Ameriky) a Geoscience Australia, Symonston, ACT (Austrálie) (pro oblast Austrálie a Oceánie).

## Popis družice
Tříose stabilizovaná družice s hlavním tělesem nepravidelného, přibližně kvádrovitého tvaru o rozměrech 6,5×3,5×4,5 m je vybavena jedním devítidílným rozkládacím panelem fotovoltaických baterií o délce 22 m a ploše 66 m2, dodávajícím minimálně 7 kW elektrické energie (na konci aktivního života) a dobíjejícím pět niklokadmiových akumulátorových baterií. Nese následující vědecké přístroje:
- 3 spřažené panchromatické kamery se zrcadlovým skenovacím systémem a detekčními prvky CCD, tvořící stereosoupravu PRISM (Panchromatic Remote-sensing Instrument for Stereo Mapping) pro kartografické mapování (spektrální pásmo 520-770 nm, prostorové rozlišení 3,61 µrad tj. 2,5 m, zorný úhel 5,8°, šíře záběru ±35 km, úhel mezi optickými osami kamer, rychlost sběru dat do 960 Mbit/s);
- čtyřkanálový radiometr pro viditelnou a blízkou infračervenou oblast AVNIR-2 (Advanced Visible and Near Infrared Radiometer) pro zjišťování typu povrchu a stavu vegetace (4 spektrální pásma: 420-500 nm, 520-600 nm, 610-690 nm a 760-890 nm, prostorové rozlišení 14,28 µrad tj. 10 m, zorný úhel 5,8°, šíře záběru 70 km, možnost změření ±44° od vertikály, rychlost sběru dat 160 Mbit/s);
- radiolokátor se syntetickou aperturou PALSAR (Phased Array Type L-band Synthetic Aperture Radar) (frekvence 1,27 GHz, rychlost sběru dat 240 nebo 120 Mbit/s), vybavený plochou elektronicky řízenou anténou o rozměrech 8,9×3,1 m, pro mapování zemského povrchu a pracující ve dvou režimech:
  - přehledový modus (rozlišení 100 m, šířka záběru 250 až 350 km);
  - vysokorozlišující modus (rozlišení 10 m, šířka záběru 70 km);
- soubor detektorů radiace TEDA (Technical Engineering Data Acquisition Equipment).

Hlavní úkoly družice jsou:
- pořízení globálních geodetických dat pro vytvoření celosvětové digitální mapy v měřítku 1 : 25 000;
- dálkový průzkum přírodních zdrojů;
- sběr informací o katastrofách přírodního a technogenního původu a jejich rychlé předávání do regionálních center.

Systémy družice a sběr dat je zajišťován palubním počítačem, který mj. zajišťuje i kompresi naměřených dat. Data jsou zaznamenávána do polovodičové paměti s kapacitou 96 Gbyte. Přenos naměřených telemetrických a vědeckých dat se uskutečňuje v pásmu Ka přes stacionární sledovací a spojovou družici DRTS rychlostí 240 Mbit/s, nebo na pozemní stanice ze záznamu v palubní paměti rychlostí 129 Mbit/s. Pro spojení s DRTS je družice vybavena otočnou parabolickou anténou o průměru 1,35 m. Orientační a korekční systém zjišťuje orientace družice v prostoru s využitím detektorů horizontu Země, inerciální plošiny, sledovače hvězd a přijímačů navigačních signálů z družic GPS. Přesnost určení orientace v prostoru je ±0,0004° při autonomním stanovení přímo na družici, resp. ±0,0002° při zpracování dat na Zemi. Stabilita orientace je lepší než ±0,0004°/5 s. Jako výkonné prvky orientace a stabilizace slouží silové setrvačníky, magnetické cívky a systém raketových motorků RCS (Reaction Control Subsystem) na jednosložkové kapalné pohonné látky (hydrazin), z nichž 16 o tahu 16×1 N slouží výhradně pro orientaci a stabilizaci a další čtyři motorky o tahu 4×4 N slouží pro korekce dráhy. Motorky RCS jsou rozděleny do dvou nezávislých skupin po 10 kusech. Zásoby pohonných látek (celkem 180 kg) jsou uloženy ve 3 nádržích.
Hlavní pozemní řídicí středisko se nachází v areálu JAXA Tsukuba Space Center (TKSC).
Družice se pohybuje po heliosynchronní dráze ve výší 692 km, dobou oběhu 98,6 min a sklonem 98,2° k rovníku. Průmět dráhy na zemský povrch se přesně opakuje s periodou přeletů nad určitým místem 48 dní (ve vysokých zeměpisných šířkách je opakovací perioda 2 dny). Předpokládaná doba aktivní životnosti je 3 až 5 roků.

## Průběh letu
Družice byla vypuštěna na oběžnou dráhu z kosmodromu Tanegašima 24. ledna 2006 nosnou raketou H-2A. Týž den byly úspěšně vyklopeny parabolická spojová anténa a panel fotovoltaických baterií.